# Февраль 2015 года

Список событий февраля 2015 года.

## События
- 2 февраля
  - Японские власти в связи с убийством боевиками Исламского государства японского журналиста Кэндзи Гото собираются начать кампанию по снятию запрета для страны на ведение боевых действий за границей[1].
- 3 февраля
  - Палата общин британского парламента подавляющим большинством проголосовала за принятие закона, который легализует вызывающий споры научный метод по созданию детей с использованием ДНК трёх человек[2].
  - В должность президента Италии вступил Серджио Маттарелла[3].
  - Группировка Исламское государство распространила видеозапись, показывающую, как утверждается, сожжение иорданского пилота королевских ВВС Муаза аль-Касасибы, захваченного исламистами ранее[4]. Визит короля Иордании Абдаллы II в США был прерван после того, как стало известно о казни боевиками Исламского государства пилота королевских ВВС Муаза аль-Касасибы[5].
- 4 февраля
  - На Тайване недалеко от столицы Тайбэй потерпел крушение самолёт ATR 72-600 авиакомпании TransAsia. Из 58 находившихся на борту 43 человека погибли, 15 пострадали[6].
- 5 февраля
  - Десятки самолётов иорданских ВВС совершили удары по объектам Исламского государства на территории Сирии и Ирака. Бомбардировкам подверглись склады боеприпасов, тренировочные лагеря и укрытия боевиков. Министр иностранных дел Иордании Насер Джуда заявил, что авиаудары по позициям боевиков ИГ — это лишь начало возмездия за гибель лётчика Моаза аль-Касасби, сожжённого джихадистами[7].
  - Европейский Центральный банк объявил, что ограничивает доступ греческих банков к источникам финансирования. ЕЦБ не будет принимать греческие облигации в качестве залога под кредиты[8].
  - Открылся 65-й Берлинский международный кинофестиваль[9].
- 6 февраля
  - Лидеры Германии и Франции в результате пятичасовой беседы в Кремле договорились с президентом России Путиным о срочной подготовке документа о мирном урегулировании украинского конфликта[10].
  - Йеменские шиитские повстанцы-хуситы объявили, что захватили власть в стране, распустив парламент и сформировав временный президентский совет и национальный совет для управления государством. Президент Йемена Абдрабба Мансур Хади подал в отставку после того, как хуситы потребовали предоставить им посты в кабинете министров[11].
  - В Нигере убиты 109 боевиков террористической организации «Боко Харам», сообщает в пятницу, 6 февраля, Agence France-Presse со ссылкой на заявление властей страны. Со своей стороны Нигер потерял четырёх своих солдат и одного мирного жителя[12].
- 8 февраля
  - Специальная мониторинговая миссия ОБСЕ сообщила об отходе Вооружённых сил Украины на 4 километра от прежней линии соприкосновения в районе населённого пункта Чернухино, расположенного в 63 километрах северо-восточнее Донецка и в 8 километрах от Дебальцево[13].
  - Боевики исламистского движения «Боко харам» совершили новое нападение в Нигере. Как сообщают очевидцы, по меньшей мере один человек был убит и 10 ранены в результате нападения боевиков на город Диффа, находящийся на юго-востоке Нигера у границы с Нигерией[14].
  - Вооружённые люди похитили по меньшей мере 12 человек в штате Герреро на юге Мексики, где в прошлом году пропали 43 студента. К похищениям студентов в сентябре 2014 года была причастна местная преступная группировка «Геррерос Унидос»[15].
- 10 февраля
  - Вблизи студенческого городка Университета Северной Каролины в Чапел-Хилл (США) произошло убийство трёх студентов-мусульман. Полиция арестовала Крейга Стивена Хикса, подозреваемого в убийстве[16]. По версии полиции, основной причиной убийства молодых людей стал спор из-за парковки. По словам отца девушек, убийца был их соседом и не раз оскорблял их из-за религии[17].
- 11 февраля
  - Частная американская компания SpaceX запустила спутник DSCOVR с помощью ракеты-носителя Falcon 9. Спутник предназначен для наблюдения из точки Лагранжа L1 за солнечным ветром с целью прогнозирования геомагнитных бурь, а также для слежения за состоянием атмосферы Земли[18][19][20].
  - Европейское космическое агентство (ЕКА) осуществило запуск первого экспериментального беспилотного космического корабля многоразового использования IXV[21].
  - Соединённые Штаты Америки стали мировым лидером по добыче нефти, обогнав Россию. Соответствующая информация содержится в отчёте Международного энергетического агентства (МЭА)[22].
  - В результате крушения двух судов в Средиземном море погибли по меньшей мере 300 мигрантов, пытавшихся добраться до Европы, сообщает агентство ООН по делам беженцев[23].
  - В Бельгии началось вынесение приговоров 46 подсудимым, обвинённым в принадлежности к группе, вербовавшей джихадистов в Сирию. Это самое крупное судебное дело подобного рода в стране. Обвинение заявило, что организация Sharia4Belgium[англ.] рекрутировала молодых людей для джихадистских группировок, таких как Исламское государство[24].
  - Министерство обороны России решило приостановить полёты всех фронтовых бомбардировщиков Су-24 после крушения самолёта в Волгоградской области[25].
  - Президент США Барак Обама обратился к конгрессу с просьбой дать официальную санкцию на использование военной силы против группировки Исламское государство[26].
  - В Минске (Белоруссия) состоялась встреча президентов и представителей МИД Германии, России, Украины и Франции. Принята Декларация по Донбассу и разработаны шаги по имплементации Минского соглашения[27][28].
- 12 февраля
  - В пригороде Барселоны Игуалада на химическом комбинате произошёл взрыв. Три человека пострадали, город накрыло оранжевое облако[29].
  - Международный валютный фонд согласовал предоставление Украине займа в размере 17,5 млрд долларов в рамках новой программы экономических реформ[30].
  - Власти Египта предложили своим гражданам, находящимся в Ливии, помощь в эвакуации из страны после того, как боевики джихадистской группировки Исламское государство распространили фото похищенных там коптов — египетских христиан. Президент Египта Абдул Фаттах ас-Сиси гарантировал, что для эвакуации будут предоставлены самолёты[31].
  - В Южной Корее был вынесен приговор по «делу о солёных орешках[англ.]». Чо Хен А[англ.], вице-президент компании Korean Air, была приговорена к году тюрьмы[32].
- 13 февраля
  - США подтверждают, что боевики Исламского государства полностью захватили контроль над городом Эль-Багдади[англ.] в Ираке. Как отметил представитель Пентагона, джихадисты впервые за последние несколько месяцев продвинулись и захватили новые территории. Эль-Багдади расположена недалеко от города Рамади, около которого находится американская военная база Эль-Асад[англ.], на территории этой базы находятся около 300 американских морских пехотинцев, занимающихся обучением иракских военных[33].
- 14 февраля
  - Студенческая сборная России выиграла неофициальный медальный зачёт на зимней Универсиаде в Словакии и Испании[34].
  - Представитель министерства обороны Британии подтвердила, что в порт Одессы (Украина) доставлена партия британских бронированных автомобилей модели Saxon[35].
  - Боевики исламистской группировки «Боко харам» совершили нападение на город Гомбе, расположенный в одноимённом штате на северо-востоке Нигерии. По утверждениям очевидцев, в городе идут бои: войсковые подразделения пытаются не дать боевикам захватить населённый пункт, для этого используется также и авиация[36].
  - Депутаты Народного совета самопровозглашённой «Донецкой народной республики» (ДНР) одобрили документ по мирному урегулированию в Донбассе, подписанный 12 февраля в Минске[37].
  - В Пакистане совершено очередное покушение на врачей, делающих детям прививки от полиомиелита. В провинции Хайбер-Пахтунхва, на северо-западе страны, был застрелен водитель медицинской машины, а врач получил ранения[38].
  - В результате стрельбы в Копенгагене (Дания) погибли 3 и ранены 5 человек[39].
- 15 февраля
  - В Копенгагене застрелен мужчина, подозреваемый в двух нападениях в Копенгагене. Он открыл огонь по полицейским в районе Норребро и ответным огнём был ими убит[39].
  - Пакистанская полиция сообщила, что в городе Равалпинди на севере страны неизвестными убит местный лидер радикальной суннитской организации «Ахли суннат вал-джамаат» Мазхар Сиддики[40].
  - Ливийские джихадисты, связанные с группировкой «Исламское государство», разместили в интернете видеозапись, на которой, как предполагается, показано убийство 21 египетского христианина-копта[41].
  - Режим прекращения огня на востоке Украины «в целом соблюдается», несмотря на «инциденты местного значения». Об этом говорится в заявлении канцелярии французского президента, выпущенном после четырёхсторонних телефонных переговоров Франсуа Олланда с лидерами Германии, Украины и России. Как сказано в сообщении Елисейского дворца, Олланд, Ангела Меркель, Пётр Порошенко и Владимир Путин согласились, что возникающие нарушения должны быть устранены как можно скорее[42].
  - Назначение экс-президента Грузии Михаила Саакашвили председателем Совещательного международного совета реформ на Украине прохладно встречено нынешними властями на его родине[43].
  - Колинда Грабар-Китарович вступила в должность президента Хорватии[44].
- 16 февраля
  - Военно-воздушные силы Египта нанесли авиаудары по позициям джихадистской группировки Исламское государство на территории Ливии в ответ на появление на сайтах боевиков видеозаписи убийства египтян-коптов[45]. В результате этих авиаударов погибли 7 боевиков ИГ[46].
  - Российская компания «Лаборатория Касперского» заявила, что Агентство национальной безопасности США научилось прятать шпионское программное обеспечение в зонах жёстких дисков, защищённых от удаления и форматирования. Речь идёт о дисках крупнейших производителей, что теоретически позволяет спецслужбе незаметно считывать данные с большинства используемых в мире компьютеров[47][48].
  - Армия Нигерии отбила у боевиков «Боко харам» два города: Монгуно и Марте[49].
- 17 февраля
  - Генеральный штаб ВС Украины подтвердил, что значительные силы повстанцев прорвались внутрь города Дебальцево и ведут уличные бои с оставшимися там украинскими военными[50].
  - Высокопоставленный китайский чиновник Су Жун был исключён из Коммунистической партии Китая и стал фигурантом уголовного дела о коррупции[51].
  - Правительство Гаити отменило проходивший в Порт-о-Пренс карнавал после трагедии, в которой 16 человек погибли и 78 были ранены от удара электротоком и возникшей давки[52].
- 18 февраля
  - Президентские выборы в Греции. Президентом избран Прокопис Павлопулос[53].
- 19 февраля
  - Египетские войска вошли на территорию Ливии и начали наступление на город Дерна, ранее захваченный боевиками ИГ.
  - Нигерийские военные сообщили, что их военные самолёты нанесли авиаудары по тренировочным лагерям боевиков «Боко Харам» в лесу Самбиса на северо-востоке страны[54].
  - Курдские повстанческие силы в Сирии продвинулись к границам провинции Ракка — важнейшей части подконтрольных группировке «Исламское государство» территорий[55].
- 20 февраля
  - Населённый пункт Чернухино Луганской области перешёл под контроль Луганской народной республики, сообщил на своём сайте глава Луганской облгосадминистрации Геннадий Москаль[56].
  - Президент Украины Пётр Порошенко заявил, что, по данным украинских спецслужб, Помощник президента Российской Федерации Владислав Сурков причастен к расстрелу участников Евромайдана в феврале 2014 года. В свою очередь, МИД России назвал это заявление бредом, а представитель МИД РФ Александр Лукашевич заявил: «Украинские спецслужбы уже не раз ставили руководство Украины в неловкое — хотелось бы использовать менее дипломатичные слова — положение. Сегодняшняя глупость лишнее тому доказательство»[57].
  - Президент Финляндии легализовал однополые браки[58].
  - Главы министерств финансов стран еврозоны и Греция договорились о продлении программы финансовой помощи Афинам на четыре месяца[59].
- 21 февраля
  - Боевики ИГ взорвали расположенную на территории Ирака мечеть аль-Фарук. Постройка этой мечети была начата в первой половине VII века, она была названа в честь второго праведного халифа[60].
  - В Москве прошла акция движения «Антимайдан», организованная в связи с годовщиной протестов в Киеве, в ходе которых погибли более ста демонстрантов и которые привели к отстранению президента Украины Виктора Януковича. «Антимайдан» назвал события в Киеве «переворотом». По заявлению представителей оппозиции, участников организованно свозили на митинг автобусами[61], часть манифестантов была оплачена, студентов направляли по разнарядке из вузов[62].
  - По сообщению арабской газеты Аш-Шарк аль-Аусат[англ.], в руки ливийских радикальных группировок попала часть химического оружия, принадлежавшего ранее Муаммару Каддафи, и они уже провели первые испытания этого оружия[63].
  - Армия Нигерии сообщила о том, что ей удалось вернуть контроль над городом Бага на северо-востоке страны, сотни жителей которого были в январе убиты боевиками исламистской группировки «Боко харам»[64].
- 22 февраля
  - В ночь с 21 на 22 февраля турецкие войска провели операцию по эвакуации с территории Сирии своих солдат, охранявших гробницу[англ.] Сулейман Шаха, и перевозу его тела на территорию Турции[65][66].
  - В Харькове после взрыва во время «Марша единства» введён наивысший уровень террористической угрозы и началась антитеррористическая операция, сообщил секретарь СНБО Александр Турчинов[67].
  - В нигерийском городе Потискум в результате самоподрыва 7-летней девочки, ставшей террористкой-смертницей, погибли 5 человек, не менее 19 были ранены[68].
  - В результате крушения парома на реке Падма в центральной части Бангладеш погибли 65 человек[69].
- 23 февраля
  - Боевики ИГ взорвали центральную библиотеку иракского города Мосул. В результате взрыва в здании возник пожар. Во дворе библиотеки боевики развели костёр из книг и рукописей. Всего ими было сожжено около 10 тысяч изданий. По словам члена совета провинции Анбар, за последние недели боевики ИГ сожгли более 100 тысяч книг[70].
  - Суд в Нью-Йорке постановил, что Организация освобождения Палестины и администрация палестинской автономии обязаны выплатить компенсацию за теракты в Израиле, совершённые более 10 лет тому назад во время второй палестинской интифады между 2002 и 2004 годами. Как заявили истцы, документы, предназначавшиеся для внутреннего пользования, показали, что палестинские власти одобрили нападения в Израиле[71].
  - В столице Австрии Вене неизвестные облили чёрной краской памятник, возведённый в память о советских солдатах, павших при освобождении Австрии[72].
  - Нафтогаз Украины обвинил российский Газпром в невыполнении заявки на поставку 22 февраля оплаченного ранее газа. В украинской компании считают это нарушением условий контракта[73].
  - В столице Сирии Дамаске боевики «Фронта ан-Нусра» взорвали заминированный автомобиль около мечети[англ.] внучки пророка Мухаммеда Сейиды Зайнаб[74].
  - Японский министр сельского хозяйства Коя Нисикава[англ.] подал в отставку из-за финансового скандала[75].
- 24 февраля
  - В столице Словакии Братиславе открылась выставка работ российского журналиста Андрея Стенина, погибшего во время конфликта на Украине[76].
  - В нигерийском городе Потискум в результате самоподрыва террористки-смертницы на автобусной остановке погибли 15 человек, ещё 53 были ранены[77].
  - В ночь с 23 на 24 февраля над Парижем были замечены пять беспилотников над ключевыми парижскими объектами: Эйфелевой башней, площадью Согласия, зданием посольства США, военным музеем и площадью Бастилии. Полиция расследует эти полёты[78].
  - Рахат Алиев, бывший зять президента Казахстана Нурсултана Назарбаева, во вторник утром был найден мёртвым в одиночной камере тюрьмы Йозефштадт в Вене[79].
- 25 февраля
  - Суд Бангладеш вынес решение об аресте лидера оппозиционной Националистической партии Бегум Халеды Зиа, обвинённой в коррупции[80].
  - Поступают сообщения, что на северо-востоке Сирии исламисты из группировки ИГ похитили больше членов христианской общины ассирийцев, чем предполагалось ранее. По данным источников в руководстве общины, в понедельник до 200 человек были захвачены в ходе налётов исламистов на деревни близ города Тал Тамр в провинции Хасеке. Большинство из захваченных — женщины, дети и старики. Первоначально сообщалось о похищении 90 человек[81].
  - Президент Казахстана Нурсултан Назарбаев подписал указ о проведении досрочных президентских выборов 26 апреля 2015 года[82].
  - В Афганистане в результате схода снежной лавины в провинции Панджшер погибли по меньшей мере 200 человек[83].
  - Полиция Парижа арестовала троих журналистов «Аль-Джазиры» по обвинению в управлении беспилотниками[84].
- 26 февраля
  - В филиппинской провинции Сулу в ходе продолжающихся второй день боестолкновений между правительственными войсками и боевиками группировки «Абу Сайяф» погибли не менее 16 человек, ещё по меньшей мере были 30 ранены[85].
  - Стало известно настоящее имя человека, известного под прозвищем «Джихадист Джон», который фигурирует на видеозаписях убийств нескольких западных заложников боевиками из группировки Исламское государство[86].
- 27 февраля
  - В Испании арестованы восемь граждан страны, принимавших участие в боевых действиях на востоке Украины. Сообщается, что арестованные являются членами ультралевой группировки и воевали в Донбассе на стороне ополченцев[87].
  - В Мексике полиция арестовала наркобарона Сервандо Гомеса Мартинеса, которого считают главарём «картеля тамплиеров»[88].
  - В России убит оппозиционный политик, сопредседатель Республиканской партии России — Партии народной свободы Борис Немцов. Убийство произошло около 23:40 часов вечера в Москве на Москворецком мосту[89].
- 28 февраля
  - Парламентские выборы в Лесото[90].
  - Литва заявила о подписании торгового соглашения о закупке сжиженного природного газа из США, соглашение направлено на снижение сильной зависимости от поставок российского газа[91].
  - Открыто прямое железнодорожное сообщение между северо-восточной провинцией Китая Хэйлунцзян и центральной Россией[92].